# (2457) Рублёв
(2457) Рублёв (лат. Rublyov) — типичный астероид главного пояса, открыт 3 октября 1975 года советским астрономом Людмилой Черных в Крымской астрофизической обсерватории и 31 мая 1988 года назван в честь русского иконописца Андрея Рублёва.

## Обнаружение и именование
(2457) Рублёв
Открыт 3 октября 1975 года в Научном Л. И. Черных.
Назван в честь всемирно известного русского живописца Андрея Рублёва (ок. 1360—ок. 1430), работавшего над росписями некоторых соборов в Москве и других местах.
Оригинальный текст (англ.)2457 Rublyov
Discovered 1975-10-03 by Chernykh, L. at Nauchnyj.
Named for Andrej Rublyov (ca. 1360—ca. 1430), a world-renowned Russian painter who worked on the paintings of some of the cathedrals in Moscow and elsewhere.
Источники: DISCOVERY.DB; M.P.C. 13172.

## Орбита

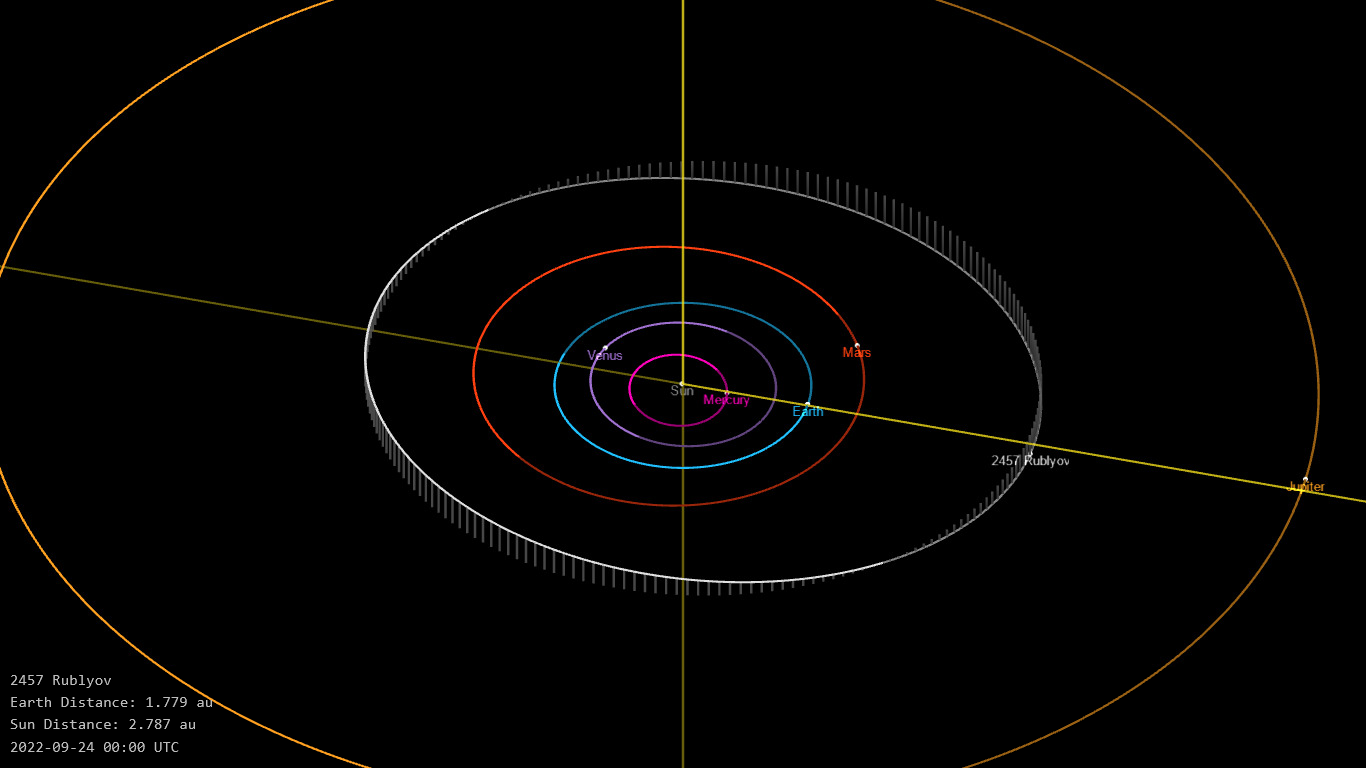
Орбита астероида Рублёв и его положение в Солнечной системе

## Физические характеристики
Астероид относится к таксономическому классу C.
По результатам наблюдений в видимом и ближнем инфракрасном диапазоне космического телескопа NEOWISE диаметр астероида оценивался равным 11,96±3,14 км и 14,968±0,585 км. Согласно тем же источникам альбедо оценивается как 0,11±0,06 и 0,079±0,012.